# Estación de Ranelagh
Ranelagh es una estación del metro de París situada al oeste de la capital, en el XVI Distrito de la ciudad. Forma parte de la línea 9.

## Historia
Fue inaugurada el 8 de noviembre de 1922 dentro del tramo inicial de la línea 9. 
Debe su nombre a Lord Ranelagh, un noble británico amante de la música que mandó construir una rotonda para poder celebrar conciertos en el jardín de su propiedad en Chelsea. Un recinto similar fue creado en París, cerca de donde se ubica la estación en 1774. Estuvo muy de moda bajo la reina María Antonieta y bajo la Restauración. Desapareció en 1858 con las obras de reordenación del bosque de Boulogne.

## Descripción
Se compone de dos andenes laterales de 75 metros de longitud y de dos vías. 
Está diseñada en bóveda elíptica revestida completamente de los clásicos azulejos blancos biselados del metro parisino. 
Su iluminación ha sido renovada empleando el modelo vagues (olas) con estructuras casi adheridas a la bóveda que sobrevuelan ambos andenes proyectando la luz en varias direcciones.
La señalización por su parte usa la tipografía Parisine LED donde el nombre de la estación aparece sobre un fondo de azulejos azules en letras blancas. 